# Iulică Ruican
Iulică Ruican   (Cujmir, 29 d'agost de 1971) és un remer romanès, ja retirat, que va competir durant la dècada de 1990. Està casat amb la també remera Anca Tănase.
El 1992 va prendre part en els Jocs Olímpics d'Estiu de Barcelona, on disputà dues proves del programa de rem. Guanyà la medalla d'or en la prova del quatre amb timoner i la de plata en la del vuit amb timoner. Quatre anys més tard, als Jocs d'Atlanta, fou l'encarregat de dur la bandera romanesa durant la cerimònia inaugural i fou setè en la prova del vuit amb timoner del programa de rem.
En el seu palmarès també destaquen set medalles al Campionat del món de rem, tres d'or, dues de plata i dues de bronze, entre les edicions de 1993 i 1998. Després de retirar-se de les competicions fou vicepresident del seu club, el CSA Steaua București.